# Pleine de vie
Pour plus de détails, voir Fiche technique et Distribution.
Pleine de vie (Full of Life) est un film américain en noir et blanc réalisé par Richard Quine, sorti en 1956.

## Synopsis
L'écrivain Nick et sa femme Emily attendent leur premier enfant. Quand une réparation nécessaire à domicile s'avère trop coûteuse à effectuer, Nick doit ravaler sa fierté et rendre visite à son père, un fier tailleur de pierre immigré avec qui il a une relation difficile, pour lui demander de faire le travail. Les problèmes de religion et de tradition familiale qui ont séparé le père et le fils, amènent Nick et Emily à réévaluer leur vie et les choses qu'ils apprécient le plus.

## Fiche technique
- Titre : Pleine de vie
- Titre original : Full of Life
- Réalisation : Richard Quine
- Scénario : John Fante (scénario et son roman Pleins de vie (Full of Life, 1952), publié en France  (ISBN 2-264-01465-2)
- Producteur : Fred Kohlmar
- Société de production : Columbia Pictures
- Musique : George Duning
- Photographie : Charles Lawton Jr.
- Montage : Charles Nelson
- Pays de production : États-Unis
- Langue : anglais
- Format : noir et blanc – 35 mm – 1.85:1 – son mono (RCA Sound Recording)
- Genre : comédie dramatique
- Durée : 91 min
- Dates de sortie : 
  - États-Unis : 12 février 1957
  - France : 26 avril 1957

## Source
- Pleine de vie et l'affiche française du film, sur EncycloCiné